# Muszyna
Muszyna [muˈʂɨna] es una ciudad en el voivodato de Pequeña Polonia, en el sur del país. Tiene una población de 4 989 habitantes (2006). Es conocido por ser un cruce ferroviario situado cerca de la frontera con Eslovaquia, con trenes que van en tres direcciones: hacia Nowy Sącz, Krynica-Zdrój y hacia el sur baja hasta Eslovaquia. La distancia a la frontera es 5 kilómetros.
Muszyna se encuentra en el valle de Poprad, a 450 metros sobre el nivel del mar. La ciudad tiene el estatus de ciudad balneario.

## Deporte
- Muszynianka Muszyna - El equipo de voleibol femenino juega en la Serie A de Polonia: Ha quedado en 7.º puesto en las temporadas 2003/2004 y 1.º puesto en las temporadas 2005/2006, 2007/2008, 2008/2009.